# Прескилл, Джон
Джон Филлип Прескилл (англ. John Phillip Preskill; род. 19 января 1953, Хайленд-Парк, штат Иллинойс, США) — американский физик-теоретик и профессор Калифорнийского технологического института.
Член Национальной академии наук США (2014).

## Биография
Прескилл родился в Хайленд-Парк, штат Иллинойс. После получения научной степени бакалавра по физике в Принстонском университете (диплом с отличием) в 1975 году, он получил степень доктора философии по той же теме в Гарвардском университете в 1980 году. Его научным руководителем в Гарвардском университете был Стивен Вайнберг. Будучи ещё аспирантом, Прескилл опубликовал научную работу о космологическом производстве сверхтяжёлых магнитных монополей в теориях великого объединения. Эта работа указала на серьёзную проблему космологических моделей, существовавшую на момент написания.

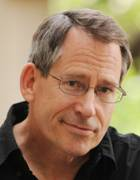
Прескилл в 2012 году

После трёх лет в качестве младшего научного сотрудника Гарвардского общества стипендиатов, Прескилл стал адъюнкт-профессором теоретической физики в Калифорнийском технологическом институте в 1983 году. Затем, в 1990 году, получил должность полного профессора.
В 2000 году он начал работу на посту директора Института квантовой информации в Калифорнийском технологическом институте. В последние годы большая часть его работ была посвящена математическим вопросам, связанным с квантовыми вычислениями и квантовой теорией информации. В 1997 году Джон Прескилл заключил пари со Стивеном Хокингом и Кипом Торном, касающееся вопроса сохранения информации о материи, ранее захваченной чёрной дырой и впоследствии излучённой ею. Победитель пари получал по своему выбору любую энциклопедию, «из которой можно получать информацию». В 2004 году Джон Прескилл данное пари выиграл: это было признано Хокингом на Международной конференции по общей теории относительности и космологии в Дублине, — и получил от Хокинга в подарок «Полную энциклопедию бейсбола».
В 2012 году Прескилл впервые ввёл в обращение термин «квантовое превосходство».